# Legend of Fragrance
Legend of Fragrance (chino: 活色生香), es una serie de televisión china transmitida del 4 de febrero del 2015 hasta el 2 de marzo del 2015 por medio de la cadena Hunan TV.
La serie se centra en la rivalidad entre dos familias prominentes en la industria de las fragancias, que involucra secretos de nacimiento, conspiraciones de venganza y la historia de amor prohibida entre los hijos de las dos familias.

## Sinopsis
En el día del matrimonio de Ning Haotian, su prometida Xiang Xueyin se fuga y se casa con el amigo de Haotian, An Qiusheng. La dama de compañía de Lingying, Su Yun se hace pasar por su amante y se casa con Ning Haotian, convirtiéndola en una miembro de la familia Ning, poco después da a luz a un par de gemelos, un niño llamado Ning Zhiyuan, que no posee el sentido del olfato y una niña llamada Ning Peishan. Mientras que Xueyin da a luz a una niña a la que llaman, An Ruohuan, quien tiene un aroma único en su cuerpo.
Poco después Xueyin muere, luego de beber un veneno para salvarle la vida de su esposo. Qiusheng malinterpreta lo sucedido y equivocadamente cree que Bai Songxian le revela su paradero a Ning Haotian, quien por venganza por haberse fugado con su prometida, había enviado el veneno, por lo que toma la terrible decisión de secuestrar al hijo mayor de Haotian, Wen Shiqing, a quien adopta y le cambia el nombre a "An Yichen".
Después de que Songxian pierde a su hijo, quiere suicidarse, sin embargo cuando conoce a An Ruohuan, a quien la ama de llaves de la familia Ning no podía soportar matar, cambia de parecer, adopta a Ruohuan y le cambia su nombre a "Le Yan". Ambas familias deciden usar "La frangancia de la memoria perdida" (en inglés: "Fragrance of Lost Memory") en sus hijos para borrar sus recuerdos.
Doce años después, Yichen ahora un hombre, se le encarga la tarea de investigar el caso de las desapariciones de las mujeres jóvenes de la provincia de Mo Wang, pero en realidad está bajo las órdenes de Qiusheng de buscar venganza y así destruir a las familias Wen y Ning. Yichen decide buscar la ayuda de su compañera de clases de japonés, Xiaoya Huizi. 
Por otro lado el padre de Huizi, Xiaoya Tailang planea robar los secretos de la fragancia artística tradicional china y conquistar la provincia de Mo Wang. 
Mientras tanto, An Ruohuan se infiltra en la familia Ning bajo las órdenes de An Yichen y An Qiusheng para robar una receta de perfume invaluable, ahí conoce al mimado joven maestro Zhiyuan, y aunque al inicio los dos no se llevan bien y constantemente pelean, finalmente comienzan a enamorarse, incluso Zhiyuan en varias ocasiones arriesga su vida para salvar a Ruohuan. 
Pronto ambos tendrán que luchar por su relación, cuando sus familias descubran sus sentimientos y juntos intentarán resolver lo que en realidad pasó años atrás con sus padres y al verdadero responsable.

## Reparto

### Personajes principales
| Actor                    | Personaje               | Nº de episodios | Notas |
| ------------------------ | ----------------------- | --------------- | --- |
| Li Yifeng Huang Tian Qi  | Ning Zhiyuan            | 42              | Es el mimado joven maestro de la familia Ning, que desde que nació, no posee el sentido del olfato. |
| Tiffany Tang Zhang Zi Mu | An Ruohuan / Le Yan     | 42              | An Ruohuan: es una joven mujer y la hija de biológica de An Shengqiu y Xiang Xueyin. Es adoptada por Bai Songxian, quien le cambia su nombre a "Le Yan". Posee un buen sentido del olfato y es una fabricante de perfumes altamente cualificada.                               |
| William Chan             | An Yichen / Wen Shiqing | -               | Es el hijo adoptivo de An Shengqiu, poco después se revela que en realidad es el joven maestro Wen, el hijo biológico de Wen Jingchang y Bai Songxian, que había desaparecido años atrás luego de ser secuestrado por Shengqiu para usarlo como modo de venganza a su familia. |
| Shu Chang                | Xiaoya Huizi            | -               | Es la hija de Xiaoya Tailang, así como la compañera de clases de japonés de An Yichen, de quien se enamora a pesar de las órdenes de su padre. |

### Personajes secundarios
| Actor                 | Personaje                | Nº de episodios | Notas |
| --------------------- | ------------------------ | --------------- | --- |
| Ken Chang             | Ning Haotian             | -               | Es el padre de Ning Zhiyuan y Ning Peishan, así como el primer "Mo Wang". |
| Huang Ming Chen Jerry | Wen Shixuan              | -               | Es el segundo joven maestro de la familia Wen y el segundo "Mo Wang", así como el hermano de Wen Shiqing.                                                                                        |
| Li Xirui              | Ning Peishan             | -               | Es la hermana gemela de Ning Zhiyuan y la esposa de Wen Shixuan. |
| Yang Mingna           | Bai Songxian, Madame Wen | -               | Es la primera esposa de Wen Jingchang y la madre biológica de Wen Shiqing, quien luego de ser expulsada de la Mansión Wen debido a un malentendido, se convierte en la madre adoptiva de Le Yan. |
| He Zhonghua           | Wen Jingchang            | -               | Es el padre biológico de Wen Shixuan y We Shiqing, su hijo Shiqing es secuestrado por Qiusheng, para vengarse de su familia y renombrado como "An Yichen".                                       |
| Lu Xingyu             | An Qiusheng              | -               | Es el padre de An Ruohuan y el padre adoptivo de An Yichen. En realidad Qiusheng secuestra a Yichen de su verdadera familia, los Wen para vengarse de ellos.                                     |
| Li Yaojing            | Xiaoya Tailang           | -               | Es el padre de Xiaoya Huizi, quien planea conquistar la provincia de Mo Wang y hacer uso de su hija para robar los secretos de la fragancia artística tradicional china.                         |
| Tang Yixin            | Xiang Xueyin             | -               | Es la madre de An Ruohuan, quien muere después de beber veneno en lugar de su esposo. |
| Zhang Weina           | Su Yun                   | -               | Es la esposa de Ning Haotian y madre de Ning Zhiyuan y Ning Shanpei, trabaja como ayudante de Xiang Xueyi.                                                                                       |
| Yi Yun                | Chun Miao                | -               | Es la mejor amiga de Le Yan. |
| Fang Wen              | Xia Hegui                | -               | Es el esposo de Chun Miao. |
| Luo Mi                | Xia Chan                 | -               | Es una joven capturada por Wen Shixuan. |
| Ren Han               | Su Qiu                   | -               | Es la ayudante de Xiang Xueyin. |

## Episodios
La serie estuvo conformada por 42 episodios, los cuales fueron emitidos todos los domingo a jueves de 20:00 a 22:00 y todos los viernes y sábados de 19:30 a 20:10.

## Música
El soundtrack de la serie "Legend of Fragance" (活色生香电视剧原声音乐大碟) estuvo conformada por 2 canciones:
Las músicas de inicio fueron "Scent of Love" interpretada por Yisa Yu, mientras que la música de cierre fue "Warm Heart Sings" de Li Yifeng.
| No. | Artista   | Canción                       | Escritores | Notas              |
| --- | --------- | ----------------------------- | ---------- | ------------------ |
| 1   | Yisa Yu   | "Scent of Love" (恋香)        | -          | (música de inicio) |
| 2   | Li Yifeng | "Warm Heart Sings" (心如玄铁) | -          | (música de cierre) |

## Premios y nominaciones
| Año  | Categoría                           | Premio             | Nominada     | Resultado |
| ---- | ----------------------------------- | ------------------ | ------------ | --------- |
| 2015 | Best Actress (Revolution-Era Drama) | 17th Huading Award | Tiffany Tang | Nominada  |

## Producción
La serie también es conocida como Butterfly Fragrance.
Contó con el director He Shupei (何澍培) y Cheng Zhichao (成志超), así como con el escritor Lin Yaling (李亚玲)y los productores Lin Guo Hua y Deng Xi Bin (邓细斌).
La serie contó con el apoyo de la compañía de producción "H&R Century Pictures Co.,Ltd", quien también fue la encarga de distribuirla. 

### Recepción
La serie recibió una calificación promedio de 1.89% (CSM50) y fue un éxito en China.

### Distribución internacional
- : True4U.
- : Much TV, Next TV